# 卡达水库
卡达水库，位于中国广西壮族自治区百色市隆林各族自治县境内，距隆林县城23公里。
水库具有年调节功能，以防洪、灌溉为主，兼顾城市供水和发电。水库控制流域面积301平方公里，建于1975～1977年。1986～1988年曾进行加固扩建。现水库总库容2144万立方米，水库大坝为浆砌石重力坝，坝高53.6米，坝顶长148米 ，坝顶宽5米。大坝左侧放水管出口设坝后引水式水电站，装机容量1800千瓦，年均发电量465万千瓦时。